# Naxos (ostrov)
Naxos (druhý pád Naxu, řecky Νάξος) je ostrov v Egejském moři. Je součástí Řecka a největším ostrovem souostroví Kyklady. Leží mezi ostrovy Mýkonos a Ios, západně od něj se nachází ostrov Páros a jihovýchodně ostrov Amorgos.

## Rozloha
Má rozlohu 428 km². Jeho správní středisko a největší sídlo má stejnojmenný název - Naxos (Chora). Je poměrně hornatý. Nejvyšší bod, Zeus, který je rovněž nejvyšším v celých Kykladách, dosahuje výšky 1 001 m n. m. Hlavním zdrojem příjmů jeho obyvatel je cestovní ruch, vinohradnictví a pěstování zeleniny.

## Hlavní město

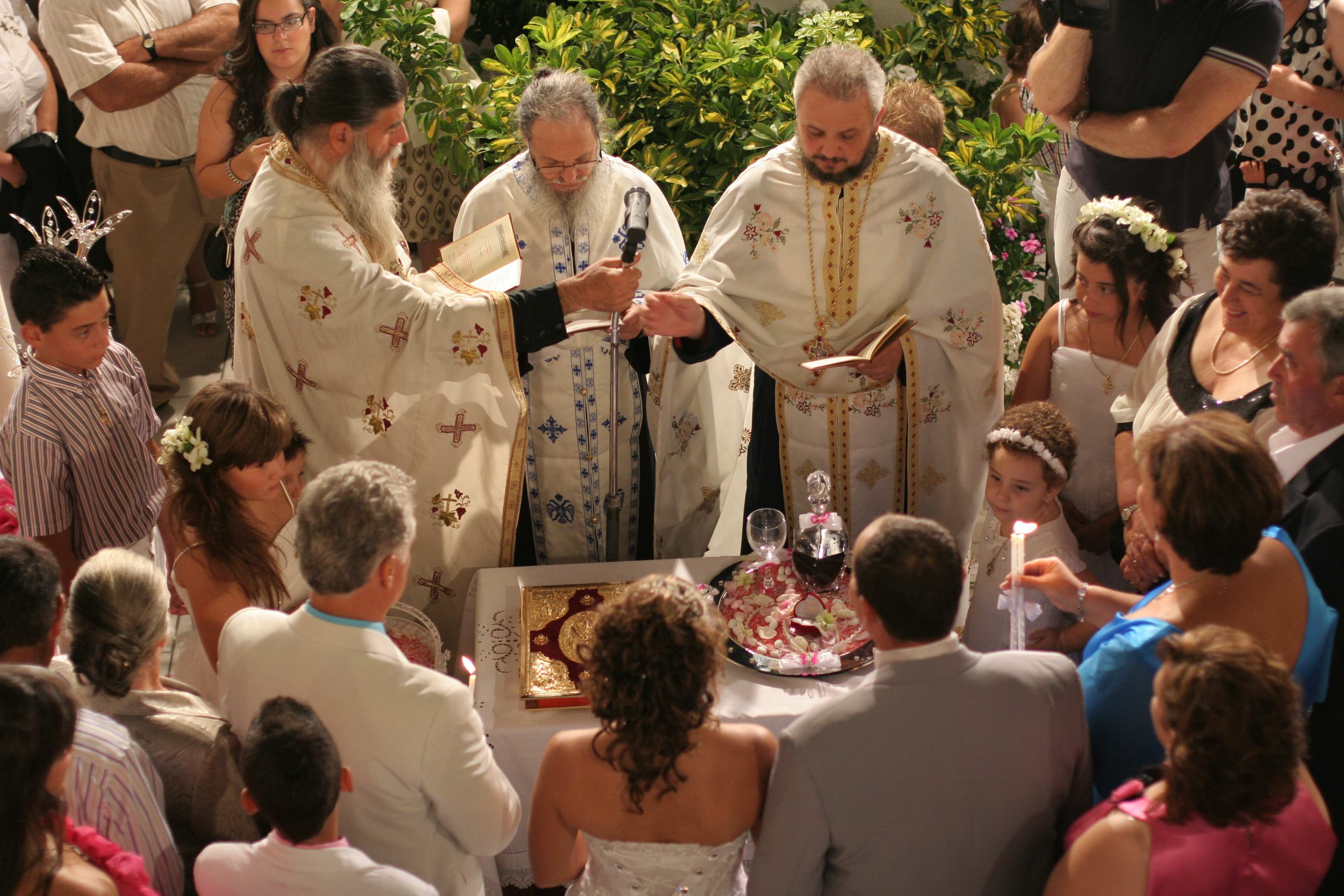
Pravoslavná svatba na ostrově Naxos

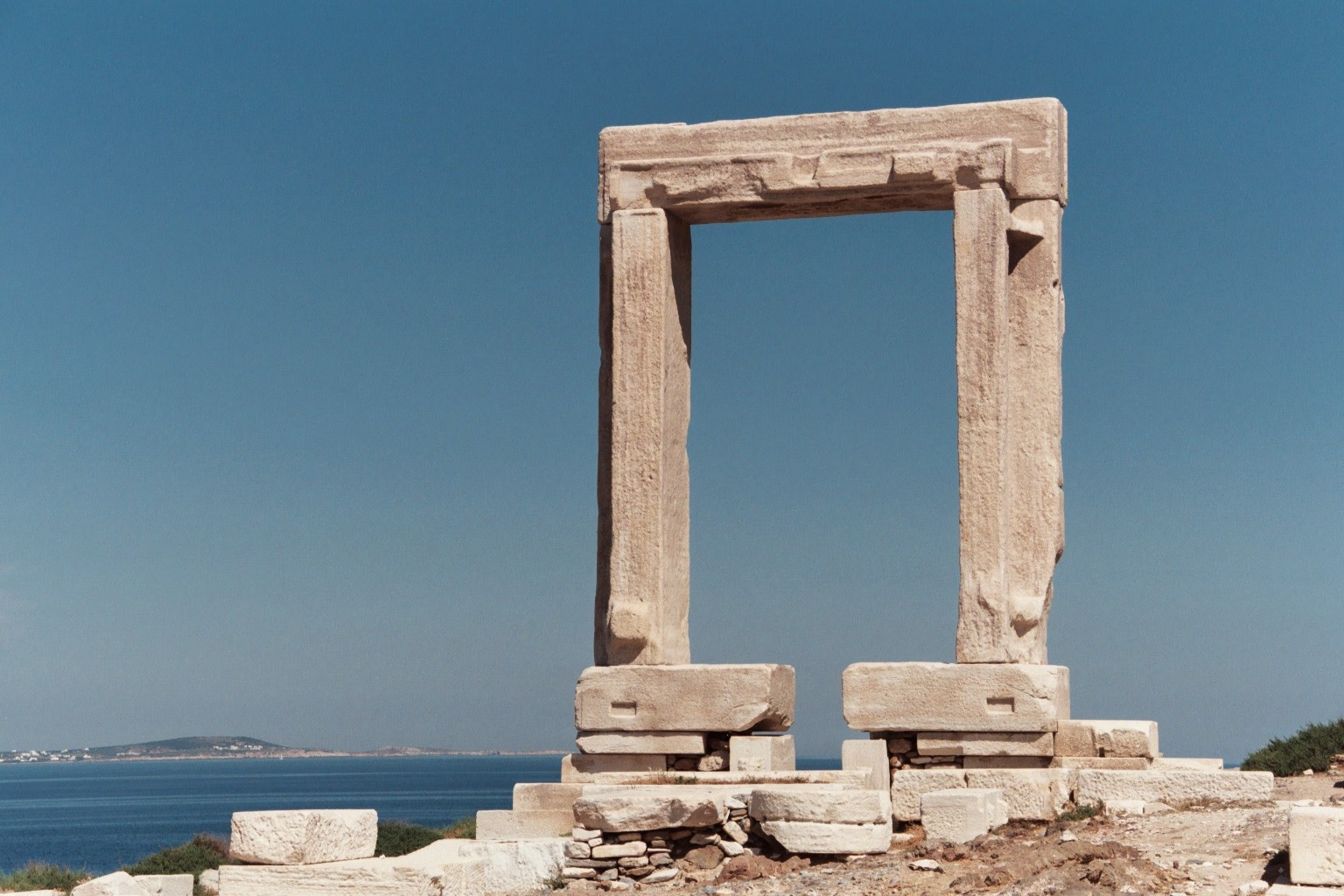
Portál Apollónova chrámu na Naxu

Hlavní město Naxos (Chora) leží na severozápadě ostrova a nachází se zde přístav. Jeho dominantou jsou hrad v centru a portál nedostavěného Apollónova chrámu na výběžku pevniny do moře nazývaný též Portara.
Podle archeologických nálezů byl ostrov osídlen již před 200 tisíci lety.